# José de San Martín (Chubut)
José de San Martín es la localidad cabecera del departamento Tehuelches, en la provincia del Chubut, Argentina.
En el pueblo se encuentra el monumento al cacique mayor de los tehuelches de la Patagonia oriental y teniente coronel del Ejército Argentino, Casimiro Biguá Fourmantin, declarada como histórico nacional desde 1998, a raíz del hecho patriótico que tuviera lugar en 1869, en el cual, el citado cacique acompañado por otros cinco jefes provenientes de distintos puntos del territorio patagónico, decidieron adoptar la soberanía y jurar la bandera de la Argentina como propia.
Cada 3 de noviembre, desde entonces, se conmemora este acontecimiento en un acto público que tiene lugar en el monumento que se encuentra emplazado sobre la avenida San Martín, con todas las instituciones de la localidad y descendientes de los pueblos originarios.

## Toponimia
El nombre de la localidad es en homenaje al general José de San Martín, militar argentino que participó en la guerras de independencia hispanoamericanas.

## Historia

### Antecedentes

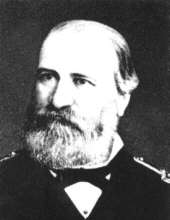
Capitán Luis Piedrabuena.

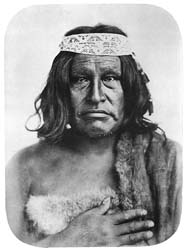
Teniente coronel Casimiro "Biguá" Fourmantin, cacique mayor de la Patagonia argentina desde 1840 hasta 1874.

En el año 1869, el cacique mayor tehuelche Casimiro Biguá, aliado del marino argentino Luis Piedrabuena y acompañado por otros cinco líderes tribales provenientes de distintos puntos del territorio patagónico, decidirían adoptar y jurar la bandera de la Argentina como símbolo propio e izando por primera vez el 3 de noviembre de ese año, marcando el primer antecedente de soberanía nacional, ocurrido en el valle de Genoa.
A juicio del general Emilio Conesa, opinaba que formando un centro pastoril se facilitaría la instalación de un misionero para civilizar y educar a esa gente, comenzando por los niños y los jóvenes, ya que de otro modo esto no podría hacerse pues los aborígenes, según sus propias palabras:

(...) Habitan diseminados en toldos ambulantes, separadas unas tribus de otras y entregados todos a una vida que los degrada y extermina.
Emilio Conesa

### Reserva aborigen en Colonia General San Martín

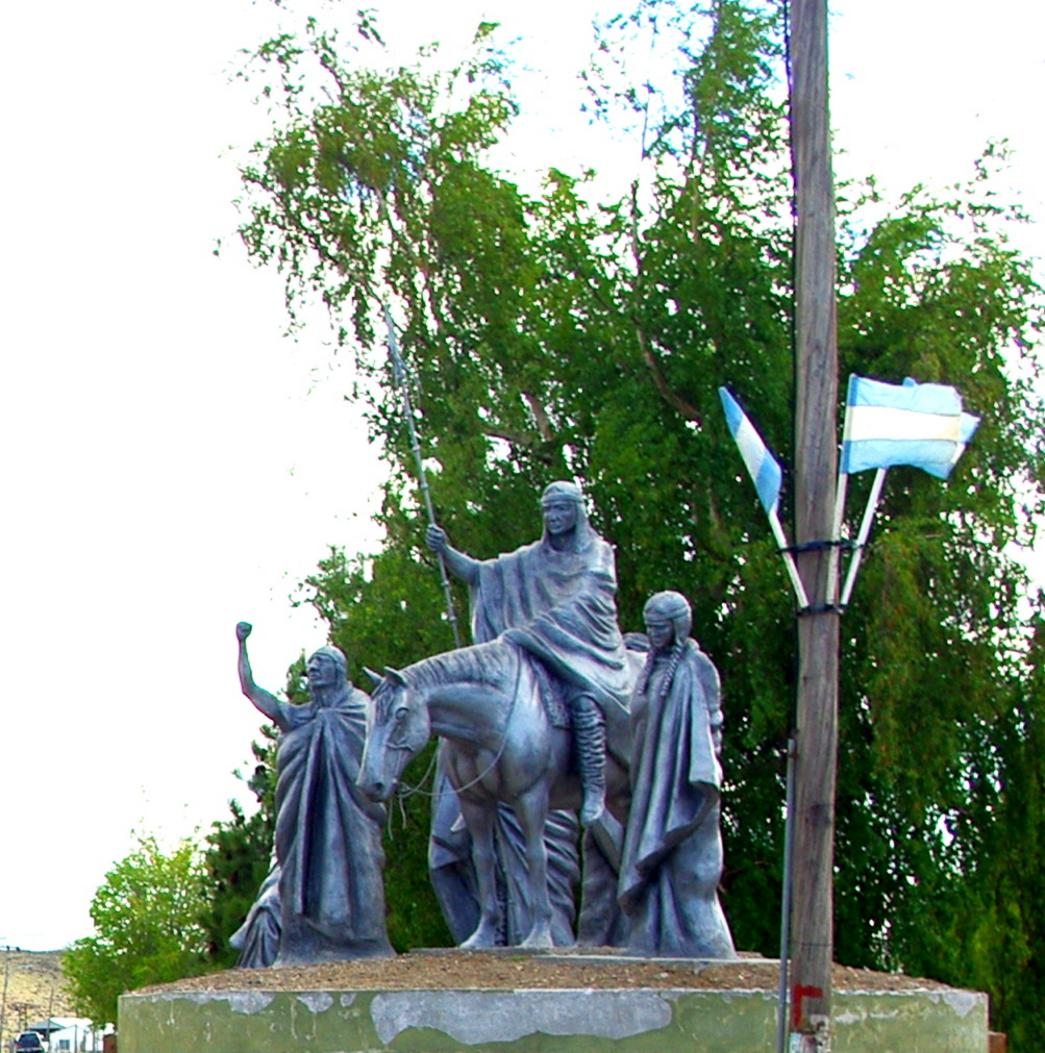
Monumento conmemorativo del cacique mayor de la Patagonia oriental y teniente coronel argentino, Casimiro Biguá Fourmantin, y sus jefes aborígenes aliados (monumento histórico nacional desde 1998).

En 1891 el secretario de la gobernación Alejandro Conesa, a la sazón gobernador interino, creyó oportuno indicarle al ministerio la necesidad de fundar una colonia pastoril en el valle —en anuencia con la ley del Hogar del 2 de octubre de 1884— que quedaba autorizado por el Poder Ejecutivo para conceder tierras a todo argentino nativo o por opción, carente de propiedades, que se comprometiese a habitarla por lo menos cinco años.
Además se preocupaba por la radicación y defensa de los aborígenes que tanto derecho tenían a una porción de esa tierra que se le concedía a cualquier extranjero que llegase, mientras aquellos vivían hasta ese entonces de forma nómade.
Por lo cual se determinó la formación de una zona agropecuaria como reserva aborigen que se llamaría inicialmente «Colonia General San Martín» y en efecto sería creada por decreto nacional del 4 de noviembre de 1895, adjudicando una superficie de 125.000 ha para entregarlas gratuitamente, dividida en lotes de 625 hectáreas cada uno.

### Fundación oficial del pueblo
La población indígena en la zona, a finales del siglo XIX, consistía aproximadamente en tres o cuatro tribus con unos 400 individuos en total y, según el censo nacional del año 1895, marcaba exactamente una población de 735 habitantes tehuelches.
Hacia el año 1900 ya existían habitantes blancos en la zona que iban construyendo sus viviendas, aprovisionándose desde Trelew. Una vez consolidada la localidad, se fundó el pueblo el 11 de noviembre de 1901.
La Comisión Municipal de Fomento General San Martín, situada dentro de la entonces Colonia General San Martín, fue creada el 12 de abril de 1926 por Resolución del gobernador Domingo Castro, refrendada por el secretario Vilgre la Madrid, y es ésta la fecha de fundación de la mencionada comuna. Cuyo ejido, sin embargo se fijó recién en abril de 1931, por resolución del Comisionado Federal Abel Miranda, que refrenda el secretario Arturo P. Sierra. 
Finalmente podemos citar que por decreto del mes de julio de 1941 se estableció, como nueva denominación “José de San Martín”. Este cambio se fundamentó en que el nombre primitivo se prestaba a confusiones (Colonia General San Martín se aplicaba tanto a la colonia en sí como al pueblo).
D. 6263, 29 abril 1955 (I. у Ј.). — Crea las municipalidades de Gobernador Costa, José de San Martín y El Maitén, Chubut (B. O. 7/VII/55).

Art. 1.º- Apruébase la resolución núm. 353, dictada por la Gobernación de Chubut el 15 de abril del año actual, por la que se crean las municipalidades a que se refiere la ley 14.315 (1), en las localidades de Gobernador Costa, José de San Martín y El Maitén.
Art. 2.º Las citadas municipalidades tendrán jurisdicción en los ejidos respectivos fijados oportunamente para las comisiones de fomento que venían administrando los servicios comunales de dichas poblaciones.
Art. 3.º - Comuníquese, etc. Perón.- Borlenghi.

### Cervecería La Andina
En 1920, se instaló en «José de San Martín», un establecimiento cervecero que elaboraba la marca «La Andina», propiedad de Schreyer y Cia. Producía cerveza blanca y negra, aunque cesó sus actividades en julio de 1933.
Posteriormente la Cervecería pasó a denominarse «San Gambrinus» y siendo sus propietarios Antonio Janku y Ledislao Zeman quienes reinstalaran el establecimiento en el año 1954, volviendo a fabricar cerveza negra y blanca con las marcas «Gambrinus Especial-Cerveza Negra» y «Gambrinus Especiál-Cerveza Blanca». Siendo sus etiquetas muy vistosas de diseño refinado y original, destacándose su colorido, llevando la estampa del rey Gambrinus (ícono cervecero).
La Empresa tenía centro de distribución en Comodoro Rivadavia y oficina de representación en Capital Federal. El maestro cervecero Ledislao Zeman fue posteriormente fundador y propietario de las cervecerías «Zeman» de Cipolletti y «Sabro» de Neuquén. La San Gambrinus estaba fabricada con un 90% de malta y un 10% de arrocín en el envase de 650 cm³. Antonio Janku tuvo por descendiente a su hija Ana María Janku quien heredaría la empresa paterna.

### Propulsor del progreso urbano
Ángel Torres, oriundo de la provincia de Santander —adonde nacía el 27 de agosto de 1902 y quien buscó pronto el horizonte amplio y prometedor que su espíritu de empresa guiaba, llegaba a la Argentina en 1919— radicándose en esta localidad desde 1926.
Sus comienzos fueron modestos como la de todos los hombres que llegaron al Chubut con ansias de trabajar y de progresar. Fue empleado de la casa de comercio de su hermano Fructuoso y después en la sociedad anónima (S. A.), importadora y exportadora de la Patagonia sucursal, llamada «Tecka», donde adquirió los conocimientos indispensables para dirigir por sí solo una gran empresa comercial. Es así como después funda en la localidad, su casa de comercio de ramos generales que con el correr del tiempo llegó a ser el más importante de la comarca.
Ampliando horizontes fundó una sucursal en Alto Río Senguer y en los últimos años incorporó al personal más laborioso, formando así una sociedad de responsabilidad limitada (S.R.L.).
Adquirió la Cervecería «La Andina» —hoy llamada San Martín— convirtiéndose en una de las principales casas cerveceras del Sur.
Su contribución a la comunidad se reflejó en los varios años que formó parte de las comisiones de fomento, organismo que llegó a presidir. Fue presidente del Centro Cultural y del Club Atlético San Martín. Prestó incansablemente su colaboración valiosa a las entidades comunitarias y gubernamentales en busca, siempre, del tan anhelado adelanto de la localidad José de San Martín.

### Instalación de laGendarmería Nacional
El 17 de febrero de 1941, Gendarmería Nacional se instalaba por primera vez en la Patagonia. El lugar elegido fue José de San Martín, a unos 2200 kilómetros de la Capital Federal. De esta manera, hace más de sesenta años, se iniciaba la toma de jurisdicción en la Patagonia, según lo establecía la ley 12.367, de creación de Gendarmería Nacional y en consecuencia, bien se lo puede denominar escuadrón pionero. Desde allí extendieron paulatinamente su jurisdicción a todo el territorio sur, y principalmente hacia las áreas de fronteras, donde se instalarían los distintos puntos de avanzada.
Este primer contingente, constituido por siete oficiales, catorce suboficiales y cien gendarmes, procedentes de diversos lugares de nuestro país, se enfrentó a los innumerables inconvenientes iniciales de ambiente, edificación, clima y otros. Describir las condiciones que existían por aquellos años, nos hace recordar con orgullo a todos aquellos esforzados pobladores que hicieron patria, y desde ese momento, acompañados por el respaldo que les daba una fuerza de seguridad que cumplía en ese entonces, no sólo las funciones que le son propias de defensa de la soberanía, sino de la integración a toda una comunidad que recibía indirectamente, el beneficio de un apoyo logístico mediante las comunicaciones, servicios sanitarios, movilidad y otras, y esa integración se acentuó en el tiempo en el desarrollo social y comercial de la comunidad, que vio en el trabajo de los hombres de Gendarmería un nuevo componente, reflejado en los innumerables casamientos con hijas del lugar.
Muchos de estos hombres constituyeron sus familias que aún hoy se encuentran radicadas en la zona. De esta manera, Gendarmería cumplió funciones policiales, sus hombres hicieron las primeras picadas y huellas para llegar a la frontera y construir los primeros puestos como El Coyte, Las Pampas y Carreleufú, entre otros. Muchas veces evacuaron enfermos, intervinieron en incendios de bosques o simplemente auxiliaron a algún poblador en invierno al quedar aislado. Sus tareas superaban en mucho sus obligaciones.
Las crónicas de los pobladores destacan la generosidad de los gendarmes. Todos los que en algún momento convivieron con ellos y su accionar, coinciden en destacar las tareas desempeñadas, durante aquellos años, por la Gendarmería Nacional en la región.
Gendarmería Nacional montó el primer puesto de guardia en la Patagonia, que el municipio de José de San Martín aún conserva, manteniendo en el lugar la “garita” y el “aljibe”.

## Población
Contó con 1,612 habitantes (Indec, 2010), lo que representa un incremento del 11% frente a los 1,453 habitantes (Indec, 2001) del censo anterior. 
En el censo 2022 la localidad mostró datos de despoblamiento con un descenso que situó en 1578 a sus habitantes y  844 viviendas.
| Gráfica de evolución demográfica de José de San Martín entre 1991 y 2022 |
|                                                                          |
| Fuente: Censos nacionales del INDEC                                      |

## Fiestas y eventos importantes

### Fiesta Provincial del Carnaval
Evento que se recupera en el 2012 con la VI edición luego de varios años de ausencia. Se realiza los días 24,25 y 26 de febrero, el encuentro cuenta con la presencia de Desfiles de Carrozas, murgas, comparsas Provinciales y Nacionales, pero también asados y elección de la reina. Durante los tres días se exhiben stand de artesanos, y se ofrecen espectáculos con la presencia de artistas invitados.
La VII edición 2013 fue declarada de Interés Cultural por la Secretaría de Cultura Provincial.

### Aniversario de fundación de José de San Martín
Importante evento que se lleva a cabo para conmemorar la fundación de José de San Martín, ocurrida el 11 de noviembre de 1901. Durante el mes de aniversario se realizan diversas actividades tales como exposiciones artesanales, actividades culturales e incluso deportivas.
El día 11 se realiza el acto central con presencia de autoridades de distintas instituciones local, como así también la presencia de Poder Ejecutivo Provincial. En el mismo se realiza firmas de convenios, entregas de reconocimientos a representantes locales a nivel provincial como así también nacional y el cierre de dicho acto con el desfile Cívico Militar.
Una vez finalizado el acto se dirige toda la localidad al gran asado popular.

### Fiesta Regional de La Potranca
En la fiesta que se realiza los días 9 y 10 de abril, se puede disfrutar de tiradas de rienda, jineteadas, peñas folclóricas, bingo familiar y un gran baile.

### Fiesta Regional del Bagual
El Tradicional evento se inicia con un desfile criollo que desde el centro del pueblo se desplaza hacia el campo de doma, en donde se realiza el acto de apertura. Asisten animadores, cantantes locales y pagadores. Asimismo, tiene su lugar las populares carreras de potros y las jineteadas de vacas, como así también las jineteadas con bastos y a grupa. Los días 30, 31, de diciembre y 1 de enero.

## Deportes
Existen varias disciplinas deportivas, siendo el fútbol la más destacada. Entre los equipos sobresalen el Club Atlético Huracán, Costanera Sur y el Deportivo Genoa.
- Lanzamiento de Jabalina: Sergio Callentrú, logró la 2.ª mejor marca coronándose así como Subcampeón de los XVIII Juegos Deportivos Escolares Sudamericanos en Natal (Río Grande del Norte), un estado en el noreste de Brasil.

## Turismo
Un lugar ideal para quienes gustan de descubrir postales únicas, propone llegar hasta el Mirador La Cruz desde donde se obtienen las mejores vistas panorámicas del pueblo y todo el valle que lo rodea. El trekking es otra de sus propuestas, y se lanza por las laderas de los cerros descubriendo esa perfecta combinación de la flora y fauna autóctona; las caminatas se imponen para recorrer el pequeño conglomerado urbano.
El cercano arroyo Genoa es otro de los escenarios imperdibles para los visitantes, sus aguas son una tentación para los amantes de la pesca, debido a que son transitadas por salmónidos y pejerreyes. Pero esta es sólo una de las posibilidades para conocer el curso de agua, también se lo puede descubrir disfrutando de espectaculares avistajes de aves y paseos por la zona costera.

## Transporte
La vía principal de acceso es la ruta nacional N.º 40 y la ruta provincial N.º 63
- Aeródromo: Fuerza Aérea Argentina

Torre de Control - Ruta Pcial 63 km 11
- Terminal de ómnibus

Numerosas empresas de transporte terrestre de corta distancia ingresan a la localidad, posibilitando la llegada y la conexión hacia otras ciudades principales.

## Sistema Educativo
- En el año 1916 ya comenzó a funcionar una escuela ambulante que abría sus puertas tres meses en distintos lugares de la zona rural hasta que en el año 1951, durante el segundo periodo del peronismo se construyó la actual escuela primaria.
- Escuela de nivel inicial N.º 458
- Escuela N.º 88
- Centro de formación profesional N.º 659
- Colegio provincial N.º 709 Gendarmería Nacional

Se creó en el año 1974 y comenzó a funcionar como Instituto Secundario Privado. En 1976 ya había sido reconocido por la Dirección Provincial de Escuelas de la provincia como "Escuela Provincial Nº 09 - Gendarmería Nacional", actualmente es "Colegio Nº 709 - Gendarmería Nacional". El edificio actual fue gestionado y ejecutado principalmente durante el gobierno del Dr. Néstor Perl y el Ing. Fernando Cosentino (Gobernador Interino). El mismo fue inaugurado durante el periodo del Dr. Carlos Maestro. 
En él funcionan los ciclos de ESB y ESO,  anexo adultos y anexo del Instituto Superior de Formación Docente N°809 de la ciudad de Esquel.

## Servicios públicos urbanos
- Agua potable, electricidad: Cooperativa de Servicios Públicos, Vivienda y Consumo "Tehuelche" Ltda.
- Gas natural: Camuzzi Gas del Sur.
- Telefonía Fija: Telefónica de Argentina.
- Telefonía celular: Movistar y Personal.

### Salud
- Hospital Rural

### Policía
- La localidad cuenta con la comisaría más moderna de la provincia.

## Medios de comunicación
El pueblo cuenta con varias frecuencias de Radio FM, con programación exclusivamente local.
Circulan varios diarios locales. También se distribuye el diario regional El Chubut, Jornada.